# 巴伦西亚飓风足球俱乐部
巴伦西亚飓风足球俱乐部(Huracán Valencia Club de Fútbol)，是西班牙马尼塞斯市的一个足球俱乐部，成立于2011年。